# Dani Wilde
Dani Wilde (Hullavington, Wiltshire, 25 de agosto de 1985) es una cantautora británica y guitarrista que fusiona géneros de raíces, que incluyen blues, country, gospel, soul y americana.

## Carrera
Después de graduarse como Vocalista en el Instituto de Brighton de Música Moderna (BIMM) en 2005, Dani Wilde firmó por el sello internacional de blues 'Ruf Records' en septiembre de 2007, con la publicación de su álbum de debut "Heal My Blues" en enero de 2008.
Desde entonces, Wilde ha girado a través del Reino Unido, Europa, Canadá, América y África. En 2009, publica su segundo álbum "Shine", con el productor Mike Vernon. En mayo de 2012 publica su tercer álbum "Juice Me Up" y en 2015 el cuarto "Songs About You".
Wilde ha conseguido 3 números 1 en los European I-Tunes Blues charts, con sus singles "Bring Your Loving Home" (Álbum: Heal my Blues),  "Abandoned Child" (Álbum: Shine) y "Bitch" (Álbum: Girls with Guitars).
Wilde ha aparecido regularmente en el Paul Jones Show en BBC Radio 2 y ha actuado en el programa de radio de BBC 2, Maida Vale Live Sessions, en cuatro ocasiones.
En 2015, a Wilde le fue otorgado el premio de Mejor Vocalista Femenina en los British Blues Awards.
Dani Wilde es también columnista para la publicación 'The Blues Mag'. Su columna 'Wilde About The Blues' celebra las vidas y consecuciones de las blues women en la historia.

## Colaboraciones
Wilde ha colaborado con un gran número de artistas durante su carrera. En 2010, en el WOMAD festival, Wilde actuó vivo junto a Pee Wee Ellis. Wilde también ha actuado como telonera para Jools Holland, Journey, Foreigner, Johnny Winter y Robben Ford.
En 2008 Wilde hizo giras en el Reino Unido, Europa y los EE. UU. con las veteranas Candye Kane, Sue Foley y Deborah Coleman, en la producción de Ruf Recordss "Guitared and Feathers Blues Caravan tour".
En 2011 Wilde colabora con las artistas norteamericanas Samantha Fish y Cassie Taylor en la producción de Ruf Records "Girls with Guitars Blues Caravan World Tour". Ese año graban y publican el álbum de estudio "Girls with Guitars". En 2012 el tour continua y el grupo realiza un CD/DVD en directo con la bajista británica Victoria Smith reemplazando a Cassie Taylor.

## Discografía

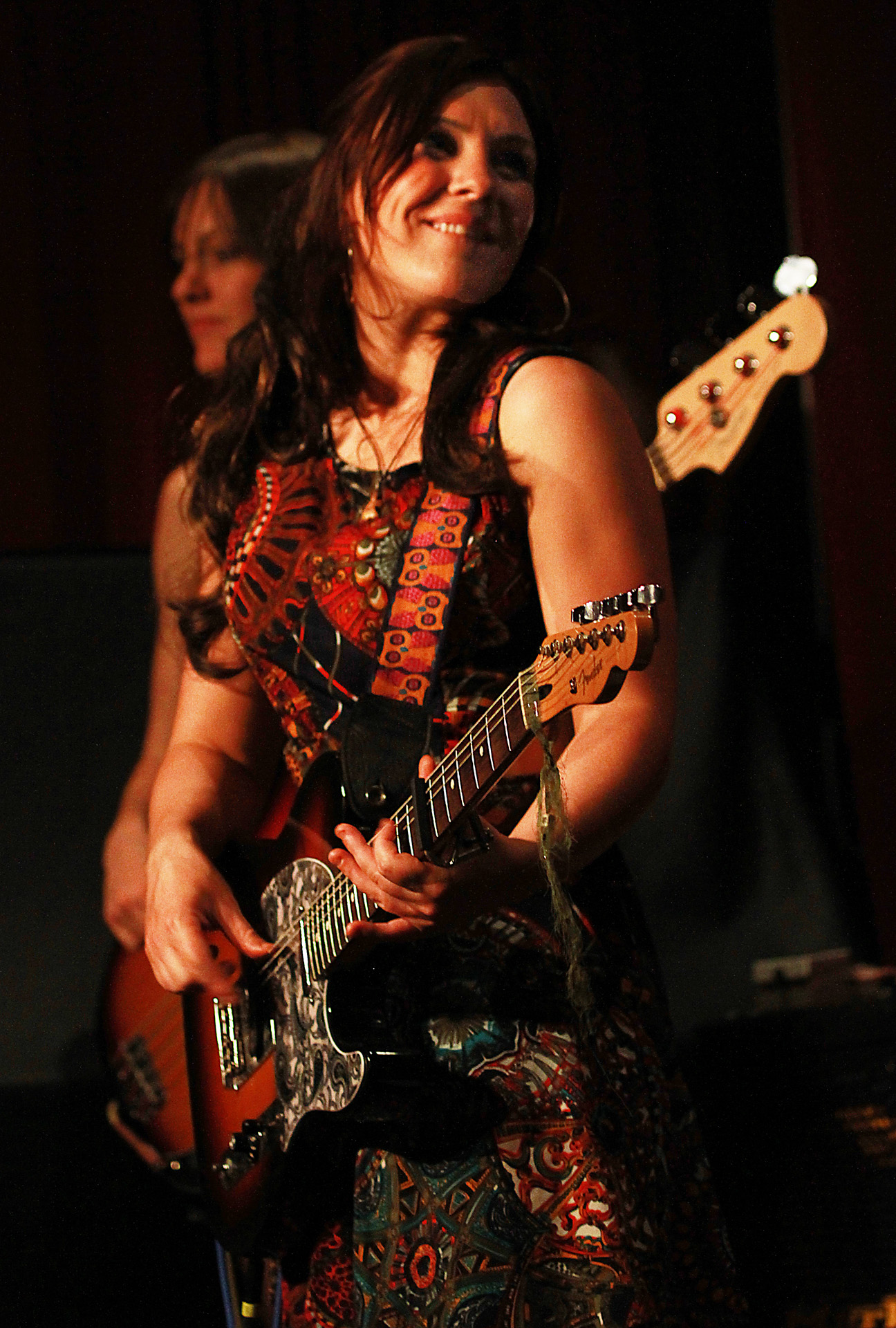
Dani Wilde

Álbumes
- 2007: Heal My Blues
- 2008: Beautiful Women In Blues 4
- 2010: Shine
- 2011: Girls With Guitars
- 2012: Juice Me Up
- 2012: Girls With Guitars Live
- 2015: "Songs About You"

Singles
- 2012: R U Sweet On Me
- 2013: Loving You
- 2013: Love Hurts